# Tom Webster (Karikaturist)
Gilbert Thomas Webster (* 17. Juli 1886 in Bilston, Staffordshire, England; † 21. Juni 1962 in Highgate, Middlesex) war ein britischer Karikaturist und Cartoonist. 

## Leben und Karriere
Der in den West Midlands geborene Engländer spezialisierte sich hauptsächlich auf Sport-Cartoons. Webster arbeitete normalerweise in einem Büro eines Bahnunternehmens und lernte autodidaktisch das Zeichnen. 1904 gewann er einen Cartoon-Zeichen-Wettbewerb einer englischen Zeitung. Das war der Anfang seiner Karriere. Seine erste Arbeitsstelle war die Birmingham Sports Argus, dann kam die Evening News und anschließend die Daily Mail. Er spezialisierte sich in Karikaturen für Pferdesport, Cricket und Golf. Webster arbeitete 20 Jahre für die Daily Mail. Der Engländer zeichnete auch wichtige Politpersönlichkeiten. Sein Erfolg ging so weit, dass bei einer Wahl im Jahre 1929 seine Zeichnungen am Trafalgar Square ausgestellt wurden. 1940 beendete er sein Vertrauensverhältnis mit der Daily Mail und arbeitete fortan als freier Mitarbeiter diverser englischer Zeitungen bis 1960. 1962 starb Tom Webster im Alter von 76 Jahren.
| Personendaten    | Personendaten                                |
| ---------------- | -------------------------------------------- |
| NAME             | Webster, Tom                                 |
| ALTERNATIVNAMEN  | Webster, Gilbert Thomas (vollständiger Name) |
| KURZBESCHREIBUNG | britischer Karikaturist und Cartoonist       |
| GEBURTSDATUM     | 17. Juli 1886                                |
| GEBURTSORT       | Bilston, Staffordshire, England              |
| STERBEDATUM      | 21. Juni 1962                                |
| STERBEORT        | Highgate, Middlesex                          |